# Freilichtmuseum Wegelate Säge
Das Freilichtmuseum Wegelate Säge steht im Bereich der Unterstalleralm im Ahrntal der Gemeinde Innervillgraten in Osttirol. Das Freilichtmuseum wurde im Jahr 2022 eröffnet. Die Säge steht unter Denkmalschutz (Listeneintrag).

## Geschichte
Der Villgrater Heimatpflegeverein errichtet in Zusammenarbeit mit der Gemeinde Innervillgraten, dem Verein Dorferneuerung, dem Bundesdenkmalamt und der Kulturabteilung des Landes Tiroler Zukunftsstiftung das Freilichtmuseum.

## Bauten
Das Bauensemble besteht aus der Säge, dem Lodenstampf, der Lüfter Mühle, einem Einhof und einer Almhütte. Am Beginn steht ein Eintrittshaus mit einer Anspielung auf eine Harpfe.

### Venezianergatter

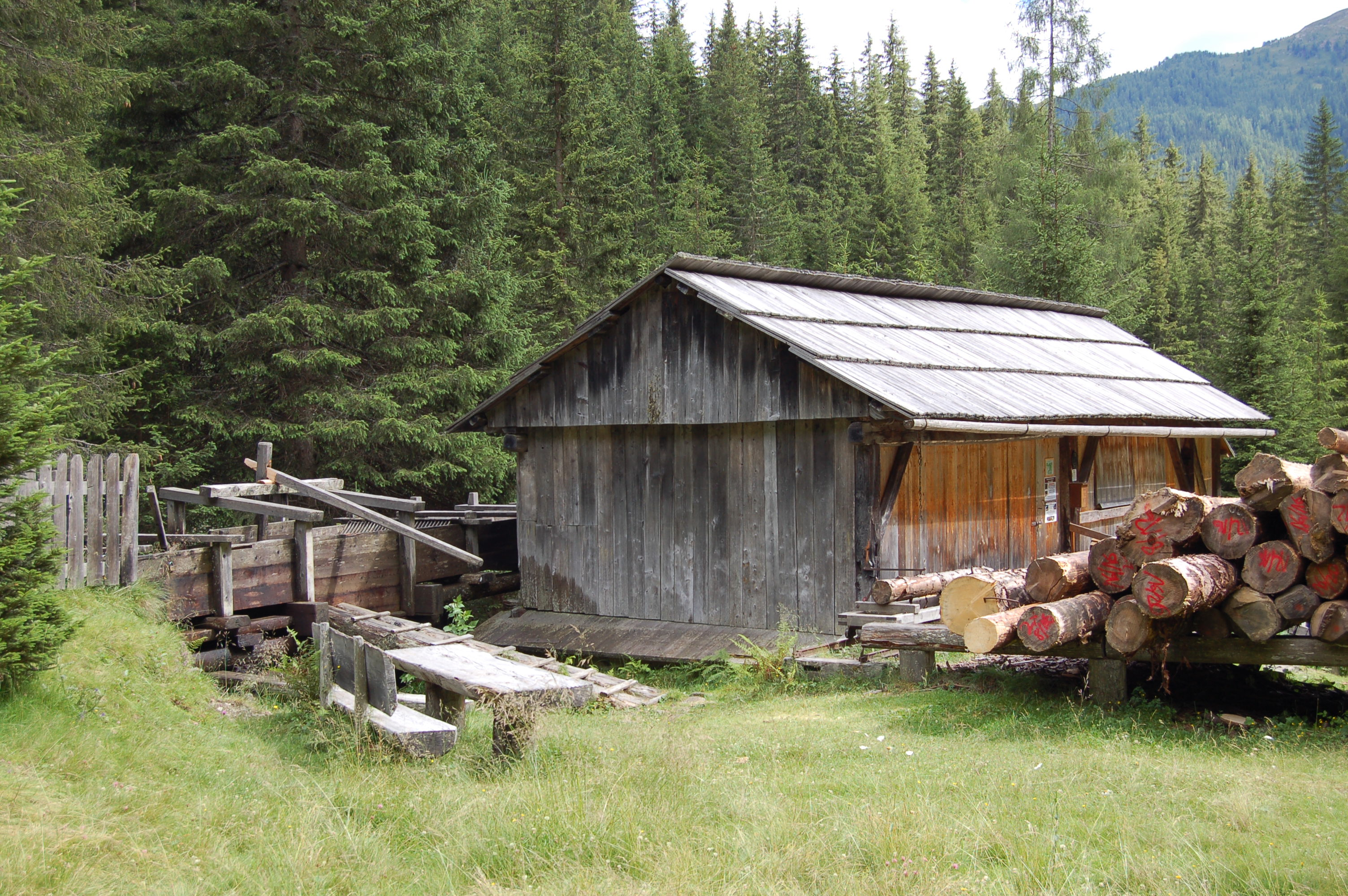
Säge

Die Säge (Baujahr 1883) ist die letzte erhaltene Säge von ehemals acht wasserbetriebenen Sägen in Innervillgraten. Sie steht am Arntalbach, dem Oberlauf des Villgratenbachs. 1992/1993 wurde die Säge vom Heimatpflegeverein restauriert und mit dem Europa-Nostra-Preis und dem Henry Ford European Conservation Award ausgezeichnet. 2021/2022 wurde die Säge restauriert.

### Lodenstampf
Die Schuster Lodenstampfe ist um die 200 Jahre alt. Mit den Elementen Wasser, Feuer und Luft wird Schafwolle gestampft und gewalkt.

### Lüfter Mühle
Die ehemalige Lüftermühle wurde 2017 hierher übertragen. Mit Wasserkraft und einer Transmission mit dem Umlaufprinzip wurde eine Materialseilbahn betrieben.

### Einhof
2020/21 wurde auch ein etwa 300 Jahre alter Einhof hierher transloziert.